# Sebastián Javier Rodríguez
Sebastián Javier Rodríguez Iriarte (Canelones; 16 de agosto de 1992), es un futbolista uruguayo. Juega como mediocentro y su equipo actual es Universidad de Chile de la Liga de Primera de Chile.

## Trayectoria
Debutó como profesional el 4 de diciembre de 2010 con Danubio, en un partido ante Central Español, disputando los 90 minutos. Al año siguiente fue ascendido al plantel principal, participó en 8 encuentros del Torneo Clausura y el equipo finalizó en la decimocuarta posición.
Antes de la siguiente temporada emigró a España, donde se incorporó al filial del Almería y debutó en la Segunda División B el 21 de agosto de 2011. En su primer ciclo en Europa sumó 72 partidos y 4 goles con Almería "B" antes de quedar libre a mediados de 2014 y continuar su carrera en el Locarno suizo, donde jugó la segunda mitad de la temporada tras no tener minutos en el primer semestre.
En 2015 regresó a Uruguay para jugar en Liverpool, debutando el 9 de septiembre. Anotó su primer gol como profesional en su país el 19 de septiembre en un partido ante Defensor Sporting. Durante esa temporada participó en 12 encuentros del Torneo Apertura, 10 de ellos como titular. En junio de 2016 se incorporó a Nacional, donde debutó en setiembre frente a Plaza Colonia y marcó su primer gol oficial con el club en abril de 2017 ante Boston River. En diciembre de 2018 se vinculó al Veracruz de México, y en 2020 pasó a Emelec de Ecuador, donde estuvo hasta fines de 2022.
En diciembre de 2022 firmó contrato con Peñarol por dos temporadas. A comienzos de 2024 fue anunciado como refuerzo del Alianza Lima de Perú y, en diciembre de ese año, Montevideo City Torque confirmó su incorporación para la temporada 2025.

## Selección nacional
Sebastián integró las selecciones juveniles de Uruguay en las categorías sub-15 y sub-17. Participó en el Campeonato Sudamericano Sub-15 de 2007, en el que Uruguay terminó en el segundo lugar detrás de Brasil por diferencia de goles. Al año siguiente comenzó su etapa con la sub-17 y formó parte del plantel que disputó el Sudamericano Sub-17 de 2009, torneo en el que el equipo logró el tercer puesto y la clasificación al Mundial de la categoría.
En la Copa Mundial Sub-17 de 2009, debutó el 26 de octubre en el primer partido de la fase de grupos ante Corea del Sur, que terminó en derrota por 3 a 1. En el segundo encuentro fue titular nuevamente y Uruguay venció 2 a 0 a Argelia. En el último partido del grupo empataron sin goles con Italia y avanzaron a los octavos de final como uno de los mejores terceros. En la siguiente fase enfrentaron a Irán y ganaron 2 a 1 en tiempo suplementario tras empatar en el tiempo reglamentario. En cuartos de final el rival fue España; el encuentro finalizó 3 a 3 tras la prórroga y Uruguay quedó eliminado en la tanda de penales.

### Participaciones en juveniles
| Competición              | Sede    | Resultado        | Part. | Goles |
| ------------------------ | ------- | ---------------- | ----- | ----- |
| Sudamericano Sub-15 2007 | Brasil  | Subcampeón       | ?     | 0     |
| Sudamericano Sub-17 2009 | Chile   | Tercer puesto    | ?     | 0     |
| Mundial Sub-17 2009      | Nigeria | Cuartos de final | 5     | 0     |

## Estadísticas

### Clubes
Actualizado al último partido jugado el 17 de agosto de 2025.
| Club                             | Div.          | Temporada     | Liga  | Liga  | Liga   | Copas nacionales | Copas nacionales | Copas nacionales | Torneos internacionales | Torneos internacionales | Torneos internacionales | Total | Total | Total  |
| Club                             | Div.          | Temporada     | Part. | Goles | Asist. | Part.            | Goles            | Asist.           | Part.                   | Goles                   | Asist.                  | Part. | Goles | Asist. |
| -------------------------------- | ------------- | ------------- | ----- | ----- | ------ | ---------------- | ---------------- | ---------------- | ----------------------- | ----------------------- | ----------------------- | ----- | ----- | ------ |
| Danubio · Uruguay                | 1.ª           | 2010-11       | 9     | 0     | 0      | -                | -                | -                | -                       | -                       | -                       | 9     | 0     | 0      |
| Danubio · Uruguay                | Total club    | Total club    | 9     | 0     | 0      | 0                | 0                | 0                | 0                       | 0                       | 0                       | 9     | 0     | 0      |
| Almería "B" · España             | 2.ª B         | 2011-12       | 34    | 3     | 0      | -                | -                | -                | -                       | -                       | -                       | 34    | 3     | 0      |
| Almería "B" · España             | 2.ª B         | 2012-13       | 26    | 2     | 0      | -                | -                | -                | -                       | -                       | -                       | 26    | 2     | 0      |
| Almería "B" · España             | 2.ª B         | 2013-14       | 12    | 0     | 0      | -                | -                | -                | -                       | -                       | -                       | 12    | 0     | 0      |
| Almería "B" · España             | Total club    | Total club    | 72    | 5     | 0      | 0                | 0                | 0                | 0                       | 0                       | 0                       | 72    | 5     | 0      |
| Locarno · Suiza                  | 3.ª           | 2014-15       | 11    | 1     | 0      | 0                | 0                | 0                | -                       | -                       | -                       | 11    | 1     | 0      |
| Locarno · Suiza                  | Total club    | Total club    | 11    | 1     | 0      | 0                | 0                | 0                | 0                       | 0                       | 0                       | 11    | 1     | 0      |
| Liverpool · Uruguay              | 1.ª           | 2015-16       | 26    | 2     | 1      | -                | -                | -                | -                       | -                       | -                       | 26    | 2     | 1      |
| Liverpool · Uruguay              | Total club    | Total club    | 26    | 2     | 1      | 0                | 0                | 0                | 0                       | 0                       | 0                       | 26    | 2     | 1      |
| Nacional · Uruguay               | 1.ª           | 2016          | 9     | 0     | 0      | -                | -                | -                | -                       | -                       | -                       | 9     | 0     | 0      |
| Nacional · Uruguay               | 1.ª           | 2017          | 30    | 5     | 2      | -                | -                | -                | 5                       | 0                       | 0                       | 35    | 5     | 2      |
| Nacional · Uruguay               | 1.ª           | 2018          | 25    | 0     | 2      | -                | -                | -                | 7                       | 1                       | 1                       | 32    | 1     | 3      |
| Nacional · Uruguay               | Total club    | Total club    | 64    | 5     | 4      | 0                | 0                | 0                | 12                      | 1                       | 1                       | 76    | 6     | 5      |
| Veracruz · México                | 1.ª           | 2018-19       | 15    | 0     | 0      | 2                | 0                | 0                | -                       | -                       | -                       | 17    | 0     | 0      |
| Veracruz · México                | 1.ª           | 2019-20       | 13    | 0     | 1      | 1                | 0                | 0                | -                       | -                       | -                       | 14    | 0     | 1      |
| Veracruz · México                | Total club    | Total club    | 28    | 0     | 1      | 3                | 0                | 0                | -                       | -                       | -                       | 31    | 0     | 1      |
| Emelec · Ecuador                 | 1.ª           | 2020          | 30    | 1     | 4      | -                | -                | -                | 4                       | 0                       | 0                       | 34    | 1     | 4      |
| Emelec · Ecuador                 | 1.ª           | 2021          | 28    | 9     | 4      | -                | -                | -                | 8                       | 2                       | 1                       | 36    | 11    | 5      |
| Emelec · Ecuador                 | 1.ª           | 2022          | 27    | 9     | 5      | 1                | 0                | 0                | 8                       | 6                       | 0                       | 36    | 15    | 5      |
| Emelec · Ecuador                 | Total club    | Total club    | 85    | 19    | 13     | 1                | 0                | 0                | 20                      | 8                       | 1                       | 106   | 27    | 14     |
| Peñarol · Uruguay                | 1.ª           | 2023          | 37    | 7     | 5      | 0                | 0                | 0                | 6                       | 2                       | 1                       | 43    | 9     | 6      |
| Peñarol · Uruguay                | Total club    | Total club    | 37    | 7     | 5      | 0                | 0                | 0                | 6                       | 2                       | 1                       | 43    | 9     | 6      |
| Alianza Lima · Perú              | 1.ª           | 2024          | 33    | 2     | 8      | 0                | 0                | 0                | 5                       | 0                       | 1                       | 38    | 2     | 9      |
| Alianza Lima · Perú              | Total club    | Total club    | 33    | 2     | 8      | 0                | 0                | 0                | 5                       | 0                       | 1                       | 38    | 2     | 9      |
| Montevideo City Torque · Uruguay | 1.ª           | 2025          | 21    | 5     | 6      | 0                | 0                | 0                | 0                       | 0                       | 0                       | 21    | 5     | 6      |
| Montevideo City Torque · Uruguay | Total club    | Total club    | 21    | 5     | 6      | 0                | 0                | 0                | 0                       | 0                       | 0                       | 21    | 5     | 6      |
| Universidad de Chile · Chile     | 1.ª           | 2025          | 3     | 0     | 0      | 0                | 0                | 0                | 0                       | 0                       | 0                       | 3     | 0     | 0      |
| Universidad de Chile · Chile     | Total club    | Total club    | 3     | 0     | 0      | 0                | 0                | 0                | 0                       | 0                       | 0                       | 3     | 0     | 0      |
| Total carrera                    | Total carrera | Total carrera | 386   | 46    | 31     | 4                | 0                | 0                | 43                      | 11                      | 4                       | 433   | 57    | 38     |

## Palmarés

### Títulos nacionales
| Título              | Equipo   | País    | Año  |
| ------------------- | -------- | ------- | ---- |
| Campeonato Uruguayo | Nacional | Uruguay | 2016 |
| Torneo Intermedio   | Nacional | Uruguay | 2017 |
| Torneo Intermedio   | Nacional | Uruguay | 2018 |
| Torneo Apertura     | Peñarol  | Uruguay | 2023 |

### Distinciones individuales
| Distinción                                                              | Año  |
| ----------------------------------------------------------------------- | ---- |
| Jugador Yumbo del partido Liverpool - River Plate en el Torneo Clausura | 2016 |
| El tapado de la fecha (13) del Torneo Clausura para Referí              | 2016 |
| Parte del equipo ideal del Campeonato Uruguayo para Referí              | 2016 |
| Parte del equipo ideal del Campeonato Ecuatoriano de Fútbol             | 2020 |
| Parte del equipo ideal del Campeonato Ecuatoriano de Fútbol             | 2021 |